# 29-та зенітно-артилерійська дивізія (СРСР)
29-а зенітно-артилерійська дивізія — військове з'єднання РСЧА в період Німецько-радянської війни.

## Історія
Дивізія була створена в Московському військовому окрузі 25 квітня 1943 року. Після формування і проходження курсу бойової підготовки дивізію перекинуто під Курськ, де включено до складу 5-ї гвардійської армії. Брала участь в бойових діях з 10 липня 1943 року. Під час боїв на Курській дузі зенітно-кулеметні полки 29-ї зенітно-артилерійської дивізії були закріплені за стрілецькими корпусами 5-ї гвардійської армії. На них було покладено завдання протиповітряного захисту наземних частин.
В подальшому дивізія брала активну участь у радянському відвоюванні Лівобережної України, форсуванні Дніпра. Разом з частинами 5-ї гвардійської армії брала участь у відвоюванні Кропивницького. В Умансько-Ботошанській наступальній операції військ 2-го Українського фронту, діючи на лівому крилі фронту, дивізія взяла активну участь у боях при форсуванні Південного Бугу і звільненні Первомайська. Через весняне бездоріжжя унеможливлювалось вільне пересування полків дивізії. Тому були створені мобільні зенітно-кулеметні підрозділи, які діяли в складі стрілецьких полків по протиповітряному захисті, а також ведучі вогонь по наземним цілям. За вагомий вклад у звільненні міста наказом Ставки ВГК від 1 квітня 1944 року № 075 29-й зенад присвоєно почесне найменування Первомайська.
Під час проведення Львівсько-Сандомирської наступальної операції протягом липня — серпня 1944 року дивізія брала участь у важких боях по захопленню і утриманню Сандомирського плацдарму на лівому березі Вісли.
Протягом січня — лютого 1945 року дивізія брала участь в Сандомирсько-Сілезькій наступальній операції (етап Вісло-Одерської стратегічної наступальної операції) на території Польщі.
В подальшому 29-а зенад брала уктивну участь у форсуванні Одера та в Берлінській стратегічній наступальній операції.
8 травня 1945 року в ході проведення Празької наступальної операції частини 29-ї зенад спільно зі стрілецькими підрозділами захопили місто Дрезден, де і зустріли день Перемоги.

## Повна назва
29-а зенітно-артилерійська Первомайська Червонопрапорна, орденів Кутузова 2-го ступеня, Богдана Хмельницького 2-го ступеня дивізія

## Склад
- Управління і штаб
- 1360-й зенітно-артилерійський Ченстоховський полк (командир — майор Брикін О. О.)
- 1366-й зенітно-артилерійський полк
- 1372-й зенітно-артилерійський Ченстоховський ордена Кутузова 3-го ступеня полк (командир — майор Бєдін І. П.)
- 1374-й зенітно-артилерійський Ченстоховський полк (командир — підполковник Пятаков А. О.)
- 2663-а польова поштова станція

## Підпорядкування
Московський військовий округ — з 25 квітня 1943 року.
Степовий фронт, 5-а гвардійська армія — з 10 липня 1943 року.
2-й Український фронт, 5-а гвардійська армія — з 20 жовтня 1943 року.
Резерв Ставки ВГК — з 26 червня 1944 року.
1-й Український фронт, 5-а гвардійська армія — з 13 липня 1944 року.

## Нагороди
- Почесне найменування «Первомайська»[1]
- Орден Червоного Прапора
- Орден Кутузова 2-го ступеня
- Орден Богдана Хмельницького 2-го ступеня

## Командири
- полковник Любимов Яків Михайлович — з 25 квітня 1943 року по 23 липня 1943 року.
- полковник Вялов Михайло Аполонович — з 24 липня 1943 року до кінця війни.

## Відомі воїни
- Анучкін Петро Якович — старший лейтенант, командир зенітно-кулеметної роти 1360-го зенітно-артилерійського полку (Указ від 10.04.1945 року)
- Бєдін Іван Петрович — майор, командир 1372-го зенітно-артилерійського полку (Указ від 10.04.1945 року)
- Брикін Олексій Олександрович — майор, командир 1360-го зенітно-артилерійського полку (Указ від 10.04.1945 року).